# Ngerulmud

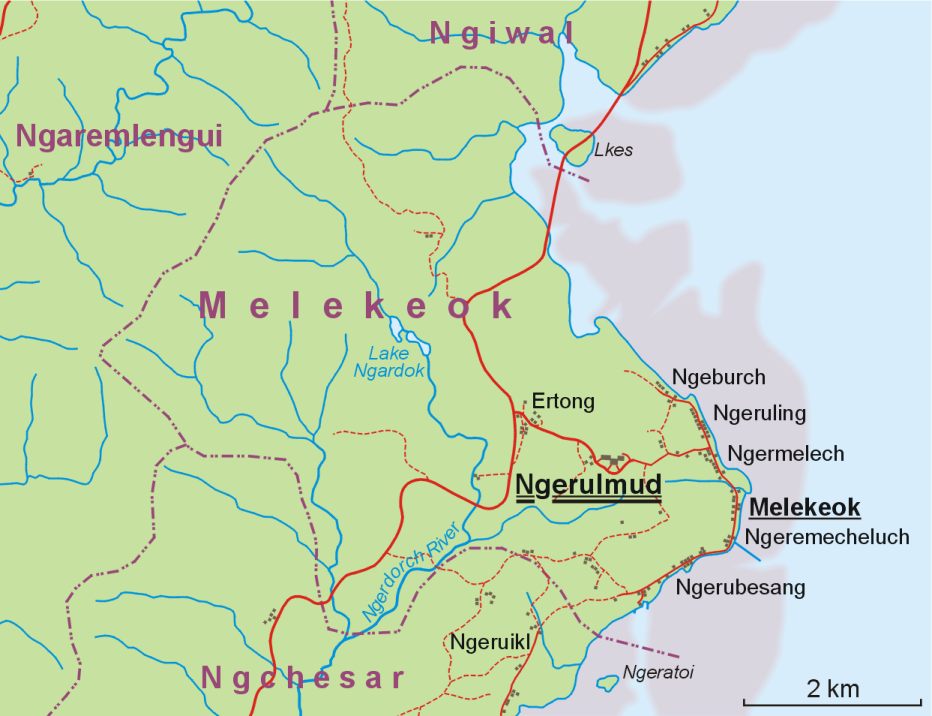
Lage Ngerulmuds im Teilstaat Melekeok

Ngerulmud ist die Lokalität des Regierungssitzes des pazifischen Inselstaates Palau. Der Ort liegt im Teilstaat Melekeok auf der Insel Babeldaob (Babelthuap), etwa 30 Kilometer nordöstlich der ehemaligen Hauptstadt Koror, zwei Kilometer nordwestlich des nächsten Ortes Melekeok und ebensoweit von der die gesamte Insel durchziehenden Verbindungsstraße. Obwohl die Ortschaft nicht einmal 300 Einwohner zählt, gilt sie formell als Hauptstadt – die einwohnerärmste eines souveränen Staates. Konkrete Einwohnerangaben gibt es nicht. Palaus Regierungssitz wurden Ende 2006 nach Ngerulmud verlegt, nachdem hier der dem US-amerikanischen Kapitol nachempfundene Kapitolkomplex errichtet worden war.

## Status
Nach der Verlegung bestand Verwirrung, wo die Hauptstadt Palaus gelegen sei. Da Ngerulmud bis 2006 nicht als eigenständiger Ort existierte, gaben viele Quellen den nächstgelegenen Ort und Namen des Teilstaates, Melekeok, als Hauptstadt an. Das deutsche Auswärtige Amt änderte die Hauptstadtangabe 2015/16 von Melekeok zu Ngerulmud. Die Website der Vereinten Nationen betrachtet den Teilstaat Melekeok als Hauptstadt, Palaus Regierungsseite gibt immer noch Koror als Hauptstadt Palaus an.
Die Verfassung Palaus aus dem Jahr 1979 schrieb hingegen bereits vor, dass Koror die Übergangshauptstadt der Republik ist. Nicht später als 10 Jahre nach Inkrafttreten der Verfassung muss eine neue Hauptstadt durch den Nationalkongress benannt werden.

## Geschichte
Palaus 1979 in Kraft getretene Verfassung wies das damals in Koror gelegene Parlament an, innerhalb von zehn Jahren eine permanente Hauptstadt auf Babeldaob, der größten Insel des Archipels,  einzurichten.

## Regierungs-, Parlaments- und Justizgebäude
Die Planungen für die neuen Regierungsgebäude im Ort Ngerulmud begannen 1986, als der Konstruktionsauftrag dafür an die hawaiische Architekturfirma Architects Hawaii Ltd. vergeben wurde, die auch schon den Gebäudekomplex der Regierung der Föderierten Staaten von Mikronesien entworfen hatten. Die Planungen verliefen sehr langsam, da Palau zu wenige Architekten und Ingenieure hatte und der Großteil des Baumaterials erst importiert werden musste.
Die Bauarbeiten begannen erst Anfang der 2000er Jahre, als Taiwan ein Darlehen über 20 Millionen US-Dollar zum Bau der Gebäude an Palau gab, um die Beziehungen der beiden Länder zu stärken und sich Palaus diplomatische Anerkennung als souveräner Staat zu sichern. Der Kapitolkomplex wurde 2006 fertiggestellt und beinhaltet einzelne Gebäude für das palauische Parlament Olbiil Era Kelulau (Legislativzweig) sowie die Exekutiv- und Judikativzweige des Landes, die über einen offenen Zentralplatz miteinander verbunden sind. Am 7. Oktober 2006 wurde er mit einer Zeremonie eröffnet, an der über 5000 Personen teilnahmen. Am gleichen Tag wurden Hauptstadt und Regierungssitz verlegt und die Regierung begann, alle Ämter von Koror nach Ngerulmud zu verlegen. Die Gesamtkosten für die Gebäude beliefen sich auf über 45 Millionen US-Dollar.
Ein kritischer Artikel im Wall Street Journal aus dem Jahr 2013 berichtete, dass das Regierungsgebäude „untauglich für das lokale Klima“ sei, Palau Schulden verursacht habe und dass ein Fehler im Ventilationssystem neuerlich Schimmelbefall ausgelöst habe. Im April 2013 musste die erst im Dezember 2011 eingerichtete Poststelle von Ngerulmud permanent geschlossen werden (eine von nur zweien im Lande), da während der 16 Betriebsmonate Ausgaben von 30.000 US-Dollar Einnahmen von nur 2000 Dollar gegenübergestanden hatten. Ngerulmud ist Palaus einziger Ort mit eigenem ZIP-Code, 96939, während der Rest des Landes 96940 benutzt.
Im Juli 2014 wurde in Ngerulmud die Eröffnung des 45. Pacific Islands Forum abgehalten, Hauptveranstaltungsort der Versammlung war aber Koror. Im Februar 2016 war Ngerulmud Gastgeber des 16. Mikronesischen Präsidentengipfels (Micronesian Presidents' Summit) mit den Präsidenten Palaus, der Marshallinseln und der Föderierten Staaten von Mikronesien.